# Lancia Fulvia
O Lancia Fulvia (Tipo 818) foi um automóvel produzido pela Lancia entre 1963 e 1976. Batizado em homenagem à Via Fulvia, a estrada romana que ligava Tortona a Turim, foi apresentado no Salão do Automóvel de Genebra em 1963 e fabricado em três versões: Berlina (sedã de 4 portas), Coupé (cupê de 2 portas) e Sport (um cupê fastback alternativo de 2 portas projetado e produzido pela Zagato com base no assoalho do Coupé).
Os Fulvias são conhecidos por seu papel na história do automobilismo, incluindo a vitória no Campeonato Internacional de Rali em 1972. A Road & Track descreveu o Fulvia como "um automóvel de precisão, um tour de force da engenharia".